# Episodi di Black Lightning (terza stagione)
La terza stagione della serie televisiva Black Lightning è stata trasmessa negli Stati Uniti d'America dal 7 ottobre 2019 al 9 marzo 2020, sul canale The CW.
In Italia la stagione è stata pubblicata su Netflix il 26 marzo 2020.
| nº | Titolo originale                                                      | Titolo italiano                                                                | Prima TV USA     | Pubblicazione Italia |
| -- | --------------------------------------------------------------------- | ------------------------------------------------------------------------------ | ---------------- | -------------------- |
| 1  | The Book of Occupation: Chapter One: Birth of the Blackbird           | Il libro dell'occupazione: Capitolo primo: La nascita di Blackbird             | 7 ottobre 2019   | 26 marzo 2020        |
| 2  | The Book of Occupation: Chapter Two: Maryam's Tasbih                  | Il libro dell'occupazione: Capitolo secondo: Maryam Tasbih                     | 14 ottobre 2019  | 26 marzo 2020        |
| 3  | The Book of Occupation: Chapter Three: Agent Odell's Pipe-Dream       | Il libro dell'occupazione: Capitolo terzo: Agente Odell e il sogno impossibile | 21 ottobre 2019  | 26 marzo 2020        |
| 4  | The Book of Occupation: Chapter Four: Lynn's Ouroboros                | Il libro dell'occupazione: Capitolo quarto: L'uroboro di Lynn                  | 28 ottobre 2019  | 26 marzo 2020        |
| 5  | The Book of Occupation: Chapter Five: Requiem for Tavon               | Il libro dell'occupazione: Capitolo quinto: Requiem per Tavon                  | 11 novembre 2019 | 26 marzo 2020        |
| 6  | The Book of Resistance: Chapter One: Knocking on Heaven's Door        | Il libro della resistenza: Capitolo primo: Bussare alla porta del paradiso     | 18 novembre 2019 | 26 marzo 2020        |
| 7  | The Book of Resistance: Chapter Two: Henderson's Opus                 | Il libro della resistenza: Capitolo secondo: L'opera di Henderson              | 25 novembre 2019 | 26 marzo 2020        |
| 8  | The Book of Resistance: Chapter Three: The Battle of Franklin Terrace | Il libro della resistenza: Capitolo terzo: La battaglia di Franklin Terrace    | 2 dicembre 2019  | 26 marzo 2020        |
| 9  | The Book of Resistance: Chapter Four: Earth Crisis                    | Il libro della resistenza: Capitolo quarto: Crisi sulla Terra                  | 9 dicembre 2019  | 26 marzo 2020        |
| 10 | The Book of Markovia: Chapter One: Blessings and Curses Reborn        | Il libro della Markovia: Capitolo primo: Le scelte giuste                      | 20 gennaio 2020  | 26 marzo 2020        |
| 11 | The Book of Markovia: Chapter Two: Lynn's Addiction                   | Il libro della Markovia: Capitolo secondo: La dipendenza di Lynn               | 27 gennaio 2020  | 26 marzo 2020        |
| 12 | The Book of Markovia: Chapter Three: Motherless Id                    | Il libro della Markovia: Capitolo terzo: Senza madre                           | 3 febbraio 2020  | 26 marzo 2020        |
| 13 | The Book of Markovia: Chapter Four: Grab the Strap                    | Il libro della Markovia: Capitolo quarto: Missione di salvataggio              | 10 febbraio 2020 | 26 marzo 2020        |
| 14 | The Book of War: Chapter One: Homecoming                              | Il libro della guerra: Capitolo primo: Ritorno a casa                          | 24 febbraio 2020 | 26 marzo 2020        |
| 15 | The Book of War: Chapter Two: Freedom Ain't Free                      | Il libro della guerra: Capitolo secondo: La liberta non è gratuita             | 2 marzo 2020     | 26 marzo 2020        |
| 16 | The Book of War: Chapter Three: Liberation                            | Il libro della guerra: Capitolo terzo: Liberazione                             | 9 marzo 2020     | 26 marzo 2020        |